# Вулкани Гренади
Список вулканів Гренади.
| Назва                                       | Висота | Висота | Розташування                      | Останнє виверження |
| Назва                                       | Метри  | Фути   | Координати                        | Останнє виверження |
| ------------------------------------------- | ------ | ------ | --------------------------------- | ------------------ |
| Kick 'em Jenny                              | -168   | -607   | 12°18′00″ пн. ш. 61°38′24″ зх. д. | 2001               |
| Сент-Катрін (Гренада) mount Saint Catherine | 840    | 2,756  | 12°09′ пн. ш. 61°40′ зх. д.       | невідомо           |